# William D. Boyce
William Dickson «W. D.» Boyce (Condado de Allegheny, Estados Unidos, 16 de junio de 1858-Chicago, Estados Unidos, 11 de junio de 1929) fue un empresario, editor de periódicos y revistas y aventurero estadounidense. Es conocido sobre todo por haber sido el fundador de los Boy Scouts de América (BSA) y los Lone Scouts de América (LSA), de corta duración. Nacido en el condado de Allegheny (Pensilvania), demostró desde niño un gran aprecio por las actividades al aire libre. Después de trabajar como maestro de escuela y minero de carbón, Boyce asistió a la Academia de Wooster, Ohio antes de trasladarse al Medio Oeste y Canadá. Astuto y emprendedor hombre de negocios, Boyce estableció con éxito varios periódicos, tales como The Commercial en Winnipeg, Manitoba y el Lisbon Clipper en Lisbon (Dakota del Norte). Con su primera esposa, Mary Jane Beacom, se mudó a Chicago. Allí estableció la Mutual Newspaper Publishing Company y el semanal Saturday Blade, que atendía a un público rural y fue distribuida por miles de jóvenes repartidores. Mediante el empleo de niños y adolescentes para aumentar las ventas de periódicos, la editorial de Boyce mantuvo una tirada de 500 000 ejemplares por semana en 1894. Boyce apoyó firmemente los derechos de los trabajadores, como lo demuestra el apoyo de sus negocios a varios sindicatos y su interés por mejorar las condiciones de vida de sus empleados.
En los primeros años del siglo XX, Boyce se había ya convertido en un multimillonario y había dejado parcialmente sus negocios para proseguir sus intereses en asuntos cívicos, dedicando más tiempo a viajar y participar en expediciones. En 1909, se embarcó en un viaje de dos meses a Europa, con destino final en África, donde llevó a cabo una gran expedición fotográfica junto al fotógrafo George R. Lawrence y al caricaturista John T. McCutcheon. En las dos décadas siguientes, Boyce dirigió varias expediciones a América del Sur, Europa y norte de África, donde visitó la recién descubierta tumba del faraón Tutankamon.
Boyce conoció el escultismo al pasar a través de Londres durante su primera expedición a África en 1909. Según una historia después idealizada, Boyce se perdió en la densa niebla de Londres, pero fue guiado a su destino por un joven, quien le dijo que él simplemente estaba haciendo su deber como scout. Boyce se interesó por el movimiento fundado por el general británico Robert Baden-Powell, y a su regreso a los Estados Unidos, formó los BSA. Desde su inicio, Boyce centró el programa educativo del movimiento en la enseñanza de autosuficiencia, ciudadanía, inventiva, patriotismo, obediencia, alegría, coraje y cortesía en orden «para hacer hombres». Después de mostrar su desacuerdo sobre el programa con el Jefe Scout Ejecutivo James E. West, dejó los BSA y fundó los LSA en enero de 1915, que atendieron a los niños rurales que había pocas oportunidades para formar una tropa o una patrulla. Tras llegar a un acuerdo, en junio de 1924, se completó la fusión entre los BSA y los LSA. Boyce recibió numerosos premios y condecoraciones por sus esfuerzos en el movimiento scout de Estados Unidos, entre ellos el Búfalo de Plata.

## Vida personal

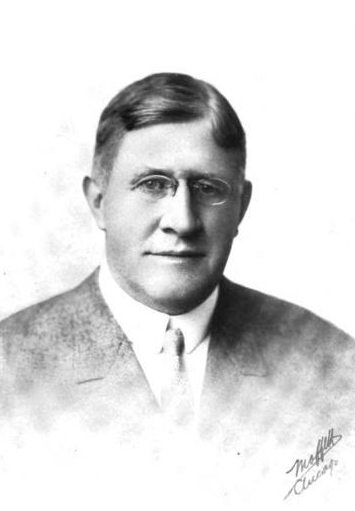
William D. Boyce, c. 1912

Boyce nació el 16 de junio de 1858 en Nueva Texas, Pensilvania, ahora llamado Plum, en el seno de una pareja de granjeros presbiterianos, David y Margaret Jane Bratton Boyce. La familia tuvo tres hijos: William Dickson, Mary y John. Durante su niñez rural, Boyce adquirió un gran aprecio por las actividades al aire libre. Comenzó a enseñar en la escuela local a la edad de 16 años y, a continuación, trabajó brevemente como un minero de carbón. Volvió a la enseñanza antes de unirse a su hermana en la Academia de Wooster en Ohio, a la que, de acuerdo con registros de la escuela, asistió desde 1880 y 1881. No está claro si se graduó o fue expulsado. A continuación, trabajó como maestro, leñador, secretario y vendedor en el Medio Oeste y Canadá antes de asentarse en Chicago, donde rápidamente se hizo conocido como un vendedor persuasivo y astuto. Sus libros sobre negocios, viajes y expediciones a menudo utilizan la frase «We pushed on». El 1 de enero de 1884 Boyce se casó con Mary Jane Beacom (1865–1959), a quien conocía desde su infancia en Pensilvania. Boyce la llamaba Betsy, pero para muchos su apodo era «Rattlesnake Jane» porque era tan habilidosa como él en el póquer, además de una experta tiradora con armas de fuego y jinete de caballos con la silla de montar cruzada. Tuvieron un hijo y dos hijas: Benjamin Stevens (1884-1928), Happy (1886-1976) y Sydney (1889-1950). Las actividades personales de Boyce incluían la participación en partidas de caza, paseos en yate, los Odd Fellows, varias ramas de la masonería, los Shriners, el golf, diversos clubes de campo y los «Húsares de Chicago», una organización militar ecuestre independiente.
En 1903, Boyce compró una mansión de cuatro pisos y 15 hectáreas de terreno en Ottawa (Illinois), que se convirtió en el centro de su familia y actividades sociales. A partir de entonces, mostró poco interés por Chicago y sus actividades sociales y sólo viajaba a la ciudad por asuntos de negocios. William y Mary llevaron vidas cada vez más separadas y finalmente se divorciaron, hecho del que se hizo eco la portada del diario Chicago Tribune, debido a la prominencia que Boyce había alcanzado en ese momento. El divorcio finalizó en un Tribunal del Condado de Campbell (Dakota del Sur) en septiembre de 1908. Las propiedades que pasaron a su exesposa estaban valoradas en aproximadamente 1 millón de dólares.
Después del divorcio, Boyce frecuentó la compañía de Virginia Dorcas Lee, una vocalista de Oak Park (Illinois), 23 años más joven que él e hija mayor de Virginia y John Adams Lee, antiguo teniente gobernador de Misuri. Los padres de Virginia y Ben, el hijo de Boyce, se opusieron a la relación. En mayo de 1910, después de que fuera anunciado el inminente matrimonio, un enfurecido Ben atacó a su padre en la puerta del Hotel Blackstone y Boyce recibió una herida en el rostro. Ben fue arrestado por conducta desordenada y condenado a una multa de cinco dólares y los costos del juicio. Dos días más tarde, Boyce y Virginia se casaron y viajaron a Europa en una larga luna de miel. Casi inmediatamente aparecieron especulaciones entre miembros de la familia y en la prensa acerca de problemas en el reciente matrimonio. El 9 de abril de 1911, Boyce y Virginia tuvieron una hija, a quien llamaron también Virginia. Unos meses más tarde, en diciembre de 1911, Boyce firmó un acuerdo para apoyar económicamente la educación de su hija. Después de que la segunda esposa de Boyce solicitara el divorcio en marzo de 1912, se mudó a Santa Bárbara (California), con su hija y sus padres. Boyce no impugnaría el divorcio y consintió en un acuerdo amistoso de 100 000 dólares. Años más tarde, Virginia se casaría de nuevo, esta vez con Richard Roberts, un banquero de Nueva York y se trasladó con él y su hija de Boyce a Greenwich (Connecticut). La joven Virginia adoptó el apellido Roberts y no conoció a su padre natural, Boyce, hasta que cumplió ocho años.
Ben se casó con Miriam Patterson de Omaha, el 11 de junio de 1912. Tanto Boyce como su primera esposa asistieron a la ceremonia. Mary Jane intercambió algunos de sus bienes de Chicago por propiedades en Ottawa, lo que desató especulaciones de que el matrimonio podría reconciliarse. Al año siguiente, la pareja se volvió a casar, el 14 de junio de 1913, en Ottawa. A continuación, partieron en una luna de miel a Alaska, Hawái, Filipinas, Panamá y Cuba, con su hija Happy, su hijo Ben y su esposa Miriam.

## Empresario y emprendedor

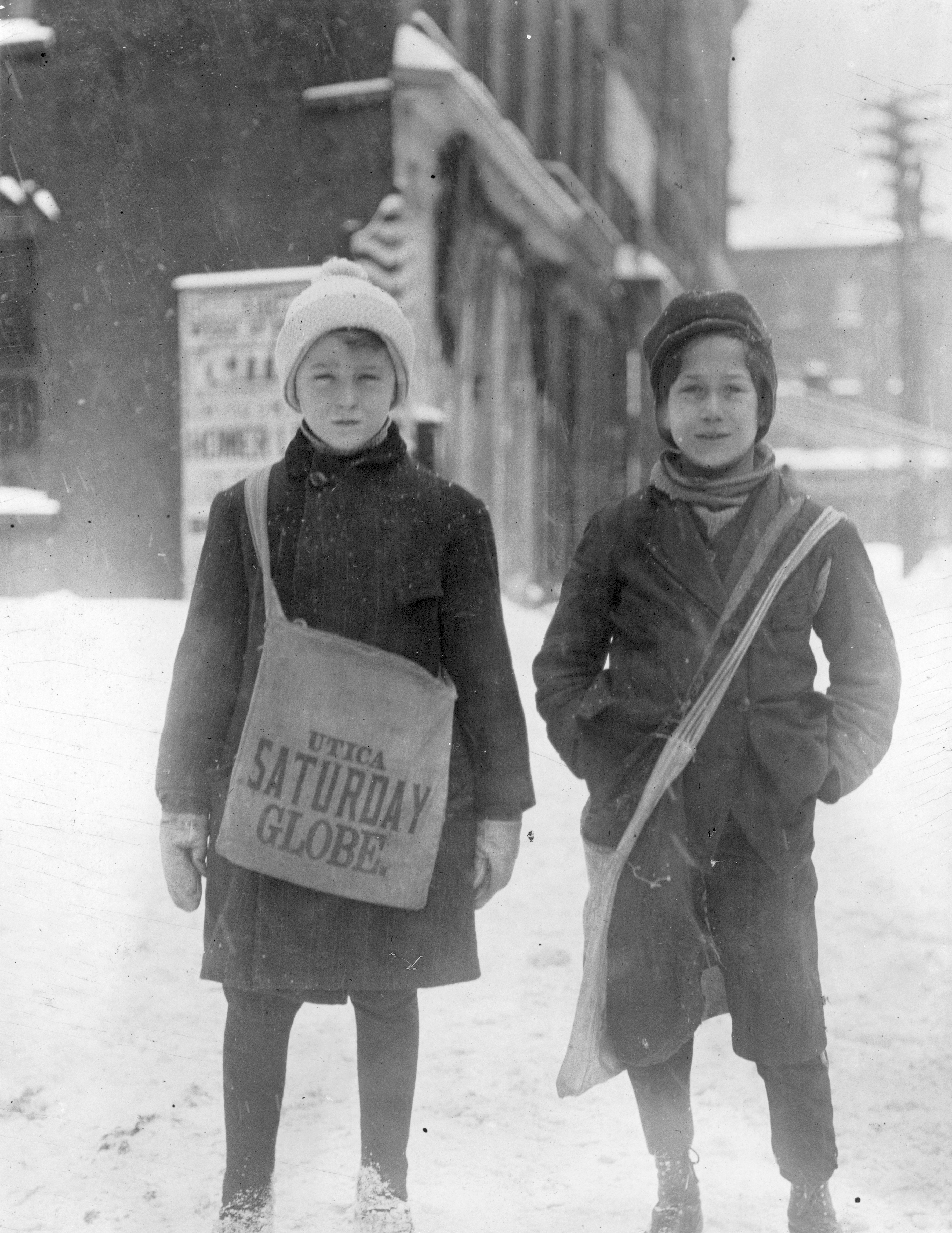
Jóvenes repartidores de periódicos, febrero de 1910.

Boyce fundó prácticamente un periódico en cada una de las ciudades donde residió. Su primera incursión en la publicación comercial fue recopilar un directorio de una ciudad. También trabajó brevemente para un editor en Columbus (Ohio) y para un editor de periódico en Kensington. A continuación, tomó un tren hacia Chicago y trabajó como secretario y vendedor para la revista Western. Inquieto una vez más, se trasladó a Saint Paul (Minnesota) y vendió anuncios para un editor por un corto tiempo y, a continuación, pasó un mes en Fargo (Dakota del Norte) y Grand Forks. En Winnipeg, Manitoba fundó junto al empresario local James W. Steen, The Commercial en 1881, un periódico que existió durante 70 años. Vendió su participación en The Commercial a su socio en 1882 y regresó a Fargo, donde se convirtió en un reportero. En diciembre de 1882, Boyce se trasladó a Lisbon, donde compró el Dakota Clipper.
A partir de diciembre de 1884, Boyce organizó a los periodistas y comunicados de prensa del "Bureau of Correspondence" de la World Cotton Centennial de Nueva Orleans (Luisiana), que duró seis meses. Países de todo el mundo enviaron muestras de algodón a la exposición. Boyce fue el responsable de proporcionar noticias sobre los eventos y demostraciones de la exposición a más de 1.200 periódicos de todo Estados Unidos. Volvió a Dakota del Norte tras la clausura de la exposición, pero a principios de 1886 se trasladó nuevamente a Chicago. Regresaba a menudo a Dakota del Norte por negocios y vacaciones, en las que se dedicaba a la caza de ciervos y patos.
En Chicago, fundó la Mutual Newspaper Publishing Company en 1886, una empresa que proporcionaba anuncios y artículos a más de 200 periódicos. En 1887, estableció el semanal Saturday Blade, un periódico ilustrado dirigido al público rural y vendido por miles de jóvenes, llamado «newsboys», una innovación en el momento. En 1892, el Saturday Blade tenía mayor circulación que cualquier otro periódico semanal de los Estados Unidos. Los detallados reportajes sobre los viajes al extranjero de Boyce constituyeron numerosos artículos en el Saturday Blade y fueron reimpresos en formato de libro por Rand McNally. El éxito de la Saturday Blade dio lugar a la creación de la W. D. Boyce Publishing Company, que Boyce utilizó para comprar o iniciar varios periódicos y revistas. En 1892 Boyce compró el Chicago Ledger, un semanario dedicado a la ficción. En enero de 1903 fundó el Boyce's Weekly, un semanario internacional, que abogó por los derechos de los trabajadores. La prominencia de Boyce como partidario de los derechos de la mano de obra atrajo a líderes sindicales como John Mitchell y Henry Demarest Lloyd, que se convirtieron en escritores y editores del Boyce's Weekly. Ocho meses más tarde, el semanario se consolidó tanto como el Saturday Blade. Boyce también estableció los periódicos Farm Business en 1914 y Home Folks Magazine en 1922. La disminución de las ventas condujo a la fusión en 1925 del Blade y el Ledger en una única publicación mensual Chicago Blade & Ledger, que fue publicada hasta 1937. Al mismo tiempo que progresaban sus empresas, Boyce insistió en cuidar el bienestar de sus aproximadamente 30 000 jóvenes vendedores, que fueron claves para su éxito financiero. Trabajar con ellos puede que le ayudara a comprender mejor la realidad de los jóvenes de Estados Unidos. Boyce pensaba que ofrecer y vender periódicos enseñaba a los jóvenes importantes responsabilidades cívicas, como ser cortés y educado, entender la naturaleza humana y manejar dinero La determinación de Boyce era evidente en los consejos que dio a sus jóvenes empleados:

«There are many obstacles to overcome, but toil, grit and endurance will help you to overcome them all. Help yourself and others will help you. (...) Whatever trade you have selected; never swerve from that purpose a single moment until it is accomplished.»
«Hay muchos obstáculos que superar, pero el trabajo duro, las agallas y la abnegación te ayudarán a superarlos. Ayúdate a ti mismo y otros te ayudarán. (...) cualquiera que sea el negocio que hayas seleccionado, nunca regatees de ese propósito ni un momento hasta que se lleve a cabo».
W. D. Boyce.

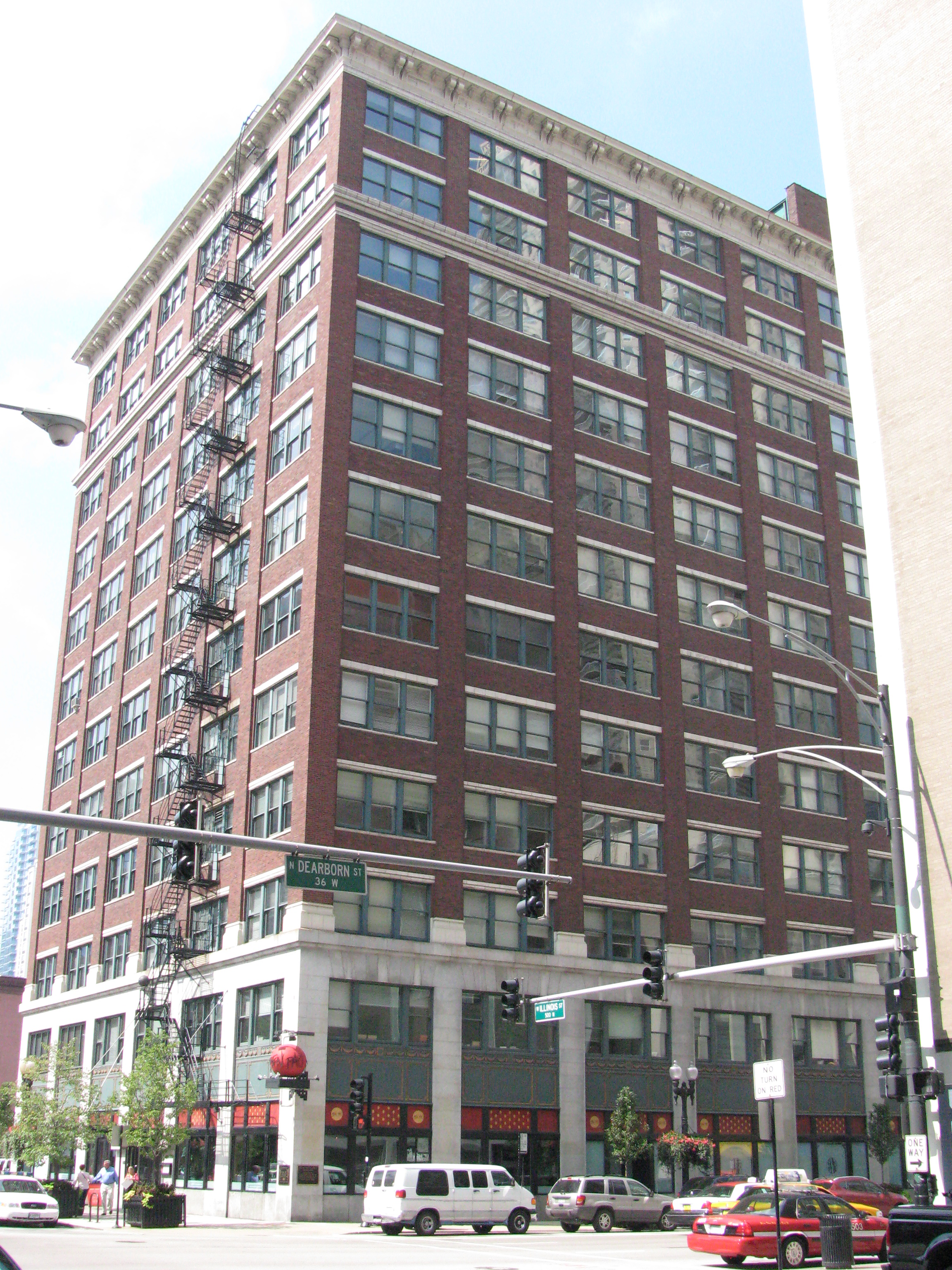
El edificio Boyce en 500–510 N. Dearborn, Chicago.

En 1891, Boyce comenzó a trabajar en su propio edificio de 12 pisos en el número treinta de la calle North Dearborn, conocido como el edificio Boyce. Fue diseñado por Henry Ives Cobb. Incluso 20 años más tarde, este edificio fue reconocido como el edificio más caro (en términos de dólares por pie cúbico) de Chicago. En 1907, Boyce agrupó sus negocios en otro edificio de oficinas, también conocido como el edificio Boyce, en 500–510 de North Dearborn. Se trataba de un nuevo edificio de oficinas de cuatro pisos, diseñado por la firma arquitectónica de Daniel Burnham, que fue construido en esta ubicación en 1912 y se expandió durante los dos años siguientes con seis pisos adicionales. Este edificio fue listado en el Registro Nacional de Lugares Históricos de Estados Unidos el 29 de febrero de 1996.
En un tiempo en el que las mujeres tenían problemas para encontrar trabajo y los trabajadores eran a menudo oprimidos, Boyce consideraba que sus derechos eran importantes: en sus negocios trabajaban muchas mujeres y apoyó la formación de sindicatos laborales. Sus periódicos a menudo contenían historias sobre la «nobleza del trabajo». Sus negocios fueron capaces de pagar los salarios y beneficios durante el pánico de 1893, un tiempo en el que muchas empresas despidieron a un gran número de trabajadores y recortaron los salarios. Durante la Huelga de Pullman de la Pullman Company, en 1894, que se propagó a 20 empresas en más de la mitad de los Estados, Boyce se puso del lado de los trabajadores y llamó a Eugene V. Debs, el líder socialista de los trabajadores de la American Railway Union, un «gran líder laboral» y a George Pullman, inventor del coche cama, el hombre «que causó todos los problemas». En 1901, cuando la Boyce Paper Manufacturing Company en Marseilles (Illinois), se incendió, pagó a los trabajadores inmediatamente y, a continuación, les contrató como obreros de la construcción para reconstruir el molino de papel, impidiendo que quedasen desempleados. Sin embargo, también protegió y amplió hábilmente su fortuna. A finales de 1894, cuando dos de sus trabajadores fueron heridos por una chimenea caída y ganaron dos mil dólares cada uno tras la sentencia, Boyce apeló el caso hasta la Corte Suprema de Illinois, pero perdió. También fue persistente en obtener lo que quería; en 1902 demandó a la Marseilles Land and Power Company por no suministrar suficiente potencia de agua a sus molinos y ganó un juicio de 65.300 dólares. En 1903 la Marseilles Land and Power Company entró en quiebra y Boyce compró la compañía.

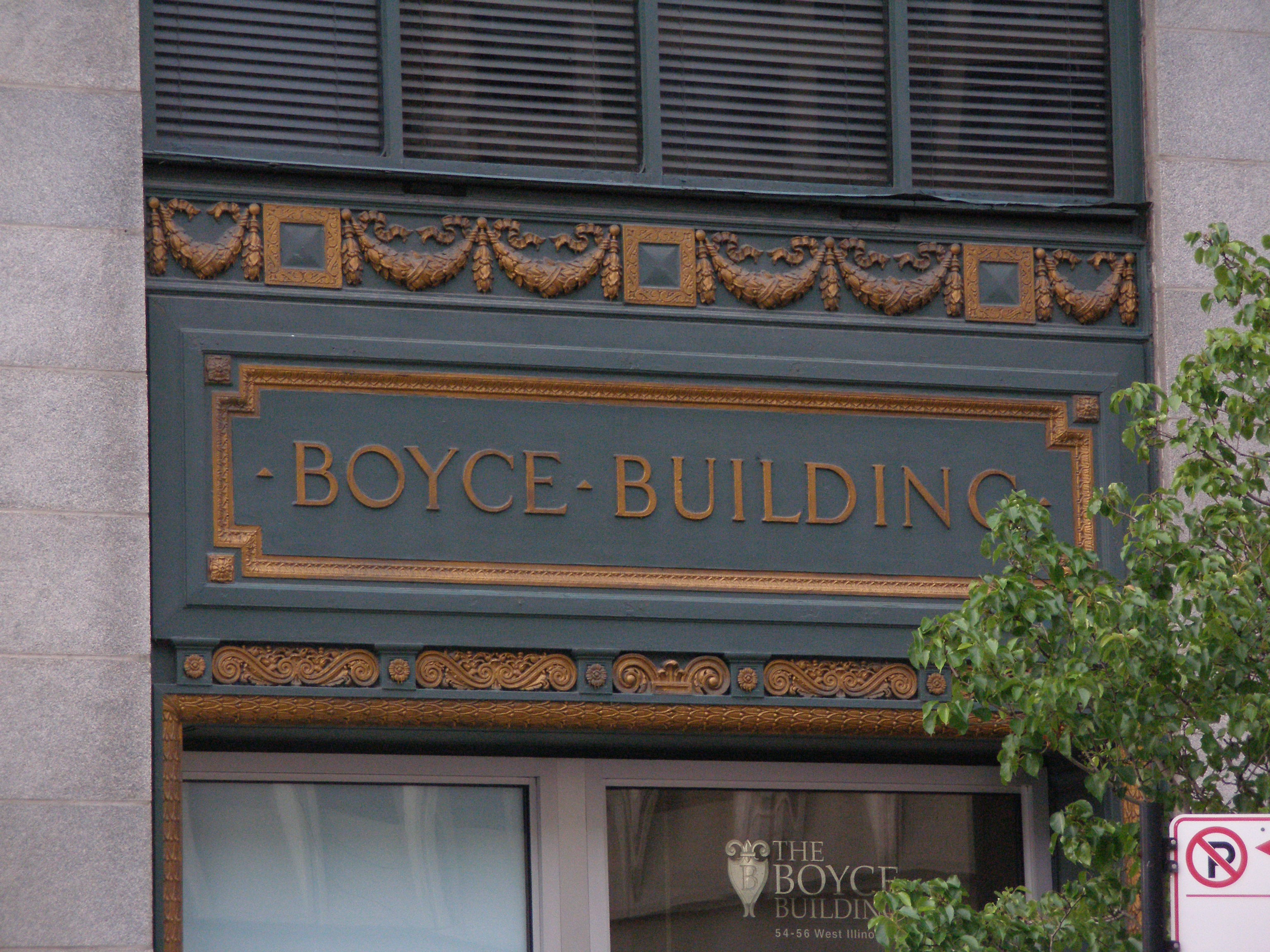
Entrada al Edificio Boyce en 500–510 N. Dearborn, Chicago.

Boyce contrató a su hijo Benjamin, cuando éste tenía 20 años de edad, dándole puestos de alto nivel en sus negocios de agua y energía en y alrededor de Marseilles y Ottawa. Sin embargo, su relación era a menudo tensa por las altas expectativas de Boyce y el descuido de Ben con el dinero, dado que invertía sus ganancias en actividades tales como apuestas sobre carreras de caballos.
Durante junio y agosto de 1906, el Gobierno propuso cuadriplicar la tasa de gastos de envío por correo de segunda clase, que incluía los periódicos, desde uno a cuatro centavos de dólar por libra de peso. En respuesta, Boyce propuso privatizar y comprar el Departamento de la Oficina de correos por 300 millones de dólares, alegando que podría reducir las tasas postales a la mitad, eliminar el déficit crónico mediante la aplicación de métodos de negocio a las operaciones postales, establecer un servicio expreso rural, pagar el alquiler al Departamento del Tesoro de Estados Unidos por los edificios de correos y devolver los beneficios de cerca del siete por ciento. Esta oferta fue rechazada por el Gobierno, pero logró detener su planificado aumento de tasa de franqueo de segunda clase.
Boyce era ya multimillonario a principios de 1900 y en 1909 se interesó más en asuntos cívicos y menos en las finanzas. Comenzó a viajar, a menudo como parte de expediciones de caza. Arrendó varios cotos de caza en Fort Sisseton, Dakota del Sur, donde ya había practicado la caza de joven. A menudo invitaba a amigos y familiares, especialmente a su hijo Ben, a actividades como la caza y la pesca, además de a banquetes y partidas de póquer en las que abundaban las bebidas alcohólicas. Estos cambios en su habitual vida ordenada pudieron haber sido causados en parte por la destrucción de su mansión de Ottawa por un incendio a comienzos de 1908, a pesar de que pronto fue reconstruida, seguido tres meses más tarde por la venta de su fábrica de papel de Marseilles debido a una nueva ley que impedía a los empresarios de ferrocarriles negociar con los cargadores y su anuncio de septiembre de 1908 de que él y su esposa, Mary Jane, se divorciaban.
En 1914 Boyce compró dos periódicos más, el Indianapolis Sun, que rebautizó el Indianapolis Daily Times, y el Inter Ocean Farmer, que rebautizó como The Farming Business. En 1920, la mayoría de los estadounidenses vivía en ciudades en lugar de las zonas rurales, por lo que los periódicos Lone Scout, Saturday Blade y Chicago Ledger, todos centrados en la población rural declinaron sus ventas. Boyce lanzó Home Folks Magazine en un intento de recuperar a los clientes. En junio de 1925, las ventas se habían desplomado hasta tal punto que unió los dos últimos títulos en una única publicación, Blade and Ledger, que impulsó de nuevo las ventas. Esto alentó a Boyce para iniciar Movie Romances, uno de los primeros tabloides sensacionalistas, centrado en romances de estrellas de cine.
El éxito de Boyce en el negocio editorial radicaba en su capacidad de organizar la administración del negocio y delegar los detalles a sus subordinados. Finalmente, amasó una fortuna de cerca de 20 millones de dólares. La vida de Boyce guarda paralelismos con la de Theodore Roosevelt en muchos sentidos: ambos hombres fueron producto de la llamada Era progresista, internacionalmente prominentes, tenía interés por los niños, apoyó el escultismo, fueron exploradores y aventureros y estaban interesados en la reforma cívica. Aunque Boyce admiraba e intentó superar a Roosevelt, su única incursión en la política fueron las elecciones primarias de 1896 en el Partido Republicano para congresista, una dura campaña electoral que perdió frente al titular del cargo, George E. Foss. Con toda probabilidad, Boyce conoció a Roosevelt en la Liga de la Unión de Chicago, a la que pertenecía desde 1891. Su actitud ambivalente hacia el Gobierno era la habitual durante la Era progresista. Sin embargo, las credenciales republicanas de Boyce y sus contribuciones económicas le valieron una invitación a la inauguración de la presidencia y al baile de William Howard Taft en marzo de 1909.

## Aventurero y explorador

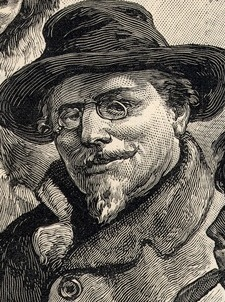
El explorador Frederick Schwatka, en un grabado de 1880.

Boyce financió una de las expediciones del explorador Frederick Schwatka a Alaska en 1896. Schwatka descubrió oro cerca de Nome y Boyce informó de este éxito en sus periódicos, lo que le llevó a financiar otras expediciones de Schwatka, así como de otros aventureros, incluyendo una fallida expedición hasta el río Yukón en 1898. Boyce pronto comenzó a llevar a cabo sus propias expediciones. Cuando Estados Unidos cuando entró en la Guerra Hispano-Estadounidense de 1898, Boyce zarpó hacia aguas de Cuba a bordo del barco Three Friends. La naturaleza de las actividades de Boyce y de esta nave son desconocidas.
En marzo de 1909, Boyce se embarcó en un viaje de dos meses a Europa, que incluyó una visita a sus hijas, que se encontraban en Roma. Al volver a Estados Unidos, Boyce organizó una expedición fotográfica a África con el innovador fotógrafo aéreo George R. Lawrence. Boyce se reunió con los organizadores y proveedores del safari y se aprovisionó en Londres y Nápoles. Su hijo Benjamin y el hijo de Lawrence, Raymond, formaban parte de la expedición. Posteriormente se uniría el dibujante John T. McCutcheon, mientras navegaban desde Nápoles hacia África. El grupo desembarcó en Mombasa, Kenia y se estableció en Nairobi en septiembre. Después de la contratación local de porteadores y guías, el número de personas de toda la expedición ascendía a cerca de 400 individuos, de los que cerca de tres cuartas partes eran sirvientes. Requirieron quince vagones de tren para transportar al personal y equipos a la zona de la expedición, cerca de Kijabi y el lago Victoria. La expedición fue un fracaso porque no contaban con teleobjetivos, los globos de aire caliente no eran adecuados para las condiciones en las llanuras de África Oriental, y las cámaras eran tan grandes y ruidosas que los animales se asustaban con ellas cerca. Los miembros de la expedición tuvieron que recurrir a la compra de fotografías de animales de caza mayor en tiendas de ciudades como Nairobi. La expedición logró, sin embargo, capturar con éxito varias especies de animales de caza mayor.
En diciembre de 1910, Boyce lideró una expedición de nueve meses y 80 000 kilómetros a América del Sur de la que se informó ampliamente en sus periódicos. A finales de enero de 1915, Boyce zarpó a Inglaterra debido a su preocupación sobre la Primera Guerra Mundial. Recibió permiso de la Legación Americana en Suiza para viajar a Alemania y Austria durante seis semanas e informar sobre los efectos industriales y comerciales de la guerra en esos países. Envió amplios informes a sus periódicos y volvió a Estados Unidos en los meses de abril o mayo.
A finales de 1922, Boyce partió en otra expedición a África, esta vez por seis meses. Según sus propios relatos, Marruecos le recordó a las Dakotas, Kansas, Texas, Florida y Arizona. En Egipto, visitó la tumba de Tutankamón, que había sido descubierta tan sólo unos meses antes. Su expedición, a continuación, se dirigió a Luxor y navegó por el Nilo hasta Edfu, donde las casas no tenían techos y mientras estaba allí llovió y granizó por primera vez en décadas. Boyce afirmó que entre sus dos expediciones a África, había disparado al menos a un ejemplar de cada tipo de animal de caza.

## Escultismo

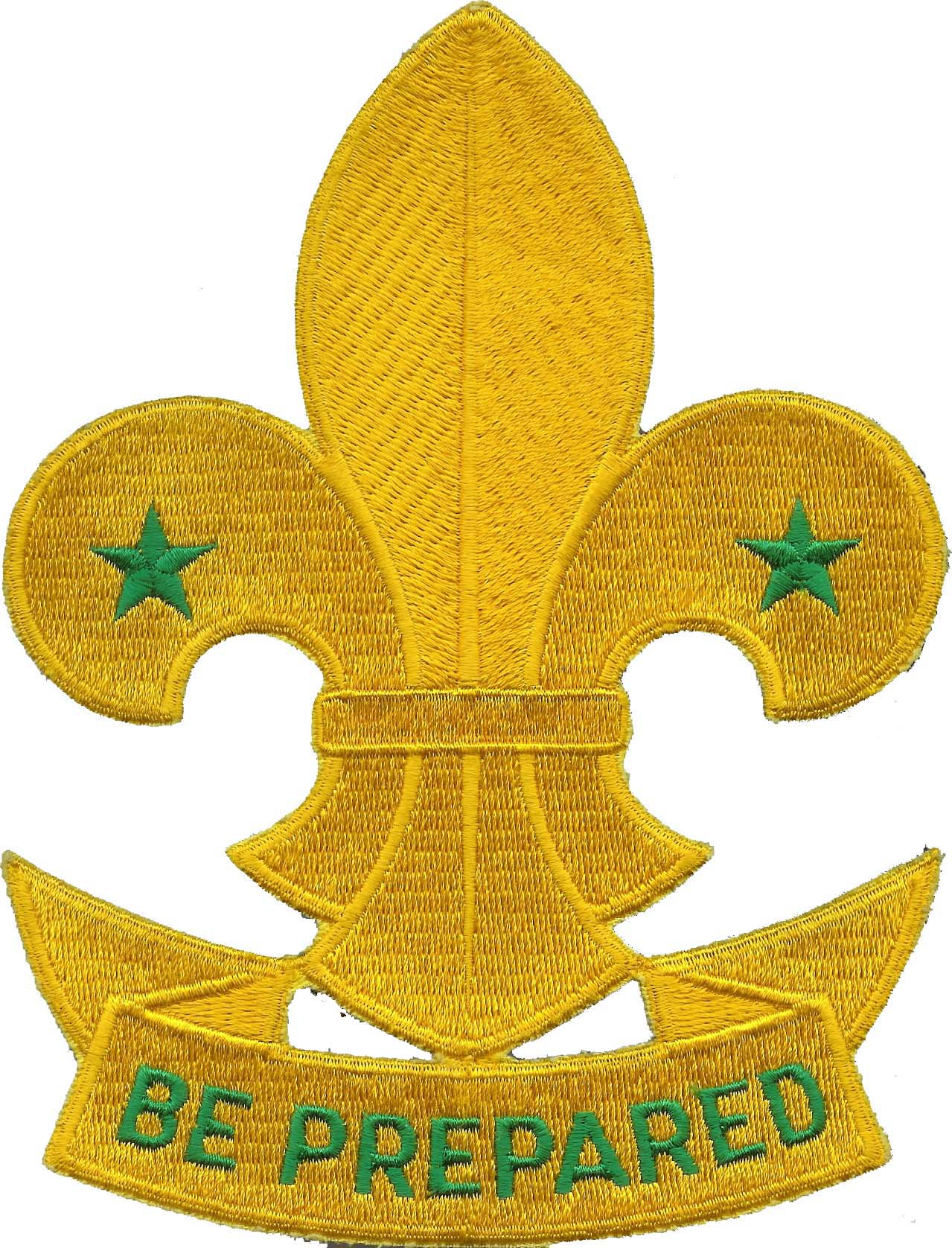
Flor de lis y lema «Siempre listos» (Be prepared) del movimiento scout.

A medida que crecían los intereses filantrópicos de Boyce, volvió a sus experiencias de la infancia al aire libre como principio, pero no supo encontrar una manera de canalizar sus ideas y sueños para la juventud hasta una breve estancia en Inglaterra, de camino a lo que se convirtió en la fallida expedición fotográfica a África. Su visita en Londres al recién fundado movimiento scout daría lugar a la fundación de los Boy Scouts de América (BSA), una de las muchas organizaciones cívicas y profesionales que se formaron durante la era progresista para llenar el vacío de los ciudadanos que se habían alejado de sus raíces rurales. Muchas organizaciones juveniles como los Indios Woodcraft y los Hijos de Daniel Boone se formaron en Estados Unidos a principios de 1900 centrándose en actividades de crecimiento del carácter al aire libre. Los escritos y las aventuras de Theodore Roosevelt contribuyeron a estos movimientos, con sus temas de contacto con la naturaleza y pionerismo. En el momento de su expedición de 1922 a África, Boyce era ya tan respetado dentro del escultismo que los scouts franceses de Argelia le rindieron homenaje y se ofrecieron a escoltarle a lo largo de su camino.

### La historia del scout desconocido
De acuerdo con la historia mitificada y recogida habitualmente en las tradiciones del escultismo, Boyce se perdió en una calle de Londres en 1909, a causa de la niebla, cuando un desconocido scout acudió en su ayuda, llevándole de vuelta a su destino. El chico, a continuación, se negó a recibir una propina de Boyce, explicando que él simplemente estaba haciendo su deber como scout. Poco después, Boyce se reunió con el general Robert Baden-Powell, fundador del escultismo. Boyce regresó a América y, cuatro meses más tarde, fundó los Boy Scouts de América, el 8 de febrero de 1910. Tenía la intención de basar el programa en las tradiciones de los indios americanos. Esta versión de la historia ha sido impresa en numerosos manuales y revistas de los scouts. Hay algunas variaciones de la misma, incluyendo aquellas que afirman que Boyce conocía a los scouts antes de este encuentro y que el scout desconocido le llevó a la sede del movimiento.

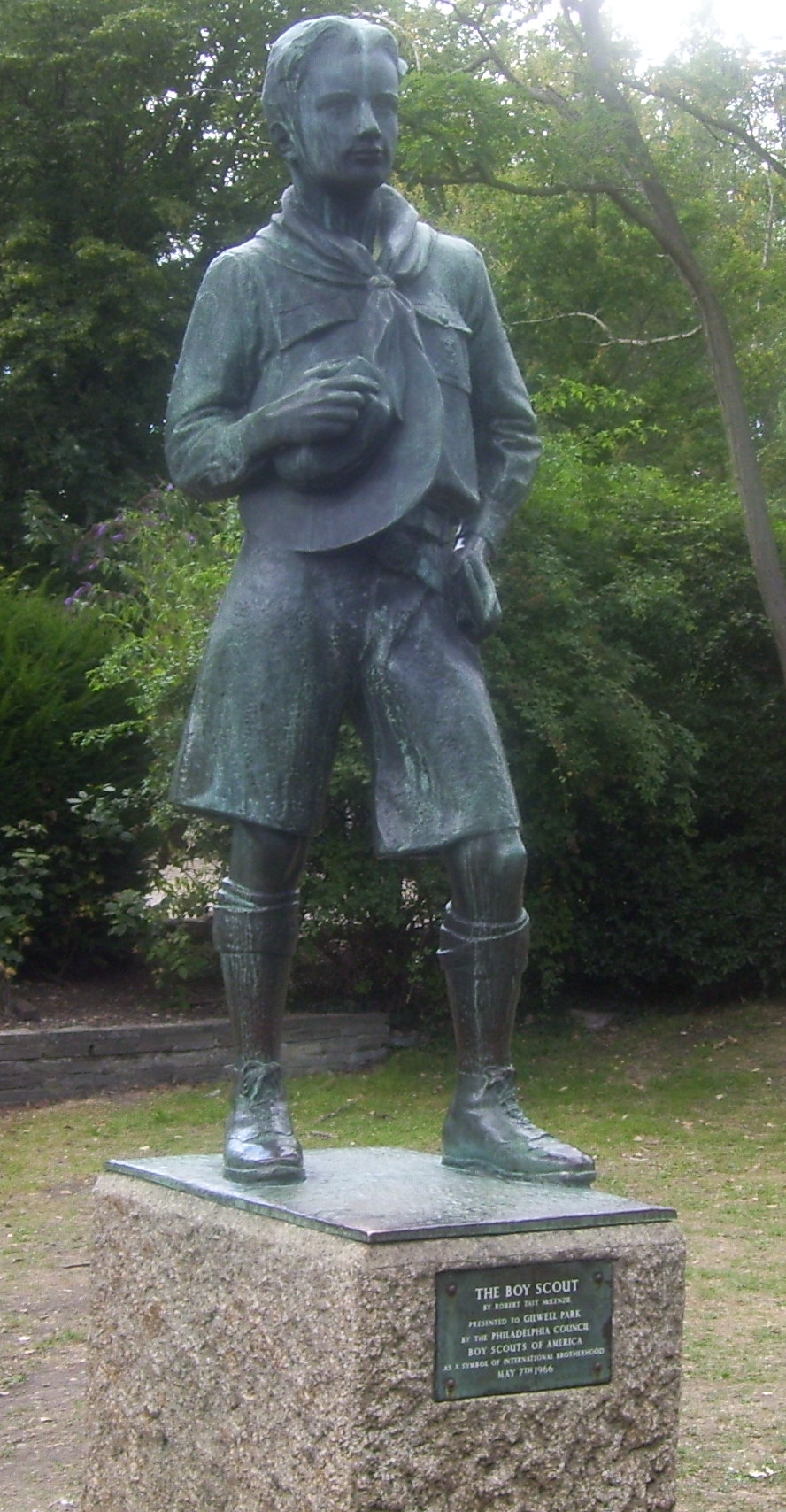
Estatua al scout ideal, en el Parque Gilwell de Londres.

En realidad, Boyce se detuvo en Londres en ruta a un safari en África Oriental Británica. Parece cierto que un scout desconocido le ayudó y rechazó la recompensa, pero al parecer sólo le ayudó a cruzar la calle hacia el hotel; no le llevó a la sede de los scouts ni Boyce conoció entonces a Baden-Powell. A petición de Boyce, el scout desconocido le proporcionó la dirección de la sede del movimiento, a la que se dirigió Boyce para comprar un ejemplar de Escultismo para muchachos y otros materiales. Los leyó mientras disfrutaba del safari y quedó tan impresionado que en lugar de volver a Estados Unidos en un viaje alrededor del mundo a través de San Francisco, regresó a la sede scout en Londres. Se ofreció como voluntario para organizar el escultismo en Estados Unidos y se permitió usar su manual. Mientras que la historia original de Boyce no menciona la niebla, un relato de 1928 la añade, quizás como recurso literario, pues los informes climatológicos de la época indican que no había niebla sobre Londres ese día.
Estos y otros elementos de la historia fueron mitificados por James E. West en 1915 para reconocer el papel de Boyce en la fundación de los BSA al mismo tiempo que evitaba un conflicto entre Daniel Carter Beard y Ernest Thompson Seton sobre el «título» de fundador.

### Boy Scouts de América
Los Boy Scouts de América fueron creados oficialmente el 8 de febrero de 1910, pero tuvo unos comienzos tambaleantes debido a la escasez de recursos económicos y de liderazgo. Boyce prometió donar personalmente 1000 dólares al mes para mantener la organización con la condición de que pudieran participar niños de todas las razas y credos, lo que contradecía su pública afirmación de la superioridad de los blancos, si bien finalmente se hicieron sólo tres o cuatro pagos. No estuvo interesado en la dirección de la organización y entregó el funcionamiento de la misma a Edgar M. Robinson de la Asociación Cristiana de Jóvenes (YMCA), que procedió a formar la Junta Ejecutiva Permanente del movimiento. La tan acuciante necesidad de liderazgo y capacidad de gestión se superó cuando se fusionaron a los scouts los Indios Woodcraft y los Hijos de Daniel Boone. Posteriormente se unirían al movimiento los Boy Scouts of the United States, liderados por el coronel Peter Bomus, la National Highway Patrol Association Scouts del coronel E. S. Cornell y los National Scouts de América del coronel William Verbeck. La Oficina Nacional de los Boy Scouts de América se abrió en Nueva York el 1 de junio de 1910. En otoño del mismo año, el movimiento recibió peticiones de más de 2.500 adultos y 150.900 jóvenes de 44 estados.
El reciente movimiento solicitó una carta del Congreso en 1910, que se presentó junto a otra instancia de la Fundación Rockefeller, pero Boyce la retiró tras ser retrasada su aprobación en varias ocasiones. Por otro lado, el empresario William Randolph Hearst, rival en los negocios de Boyce, fundó en el mismo año los American Boy Scouts (ABS), un grupo que perduró hasta 1918. La similitud de los nombres condujo a numerosos problemas, hasta que los Boy Scouts de América ganaron su derecho a usar el título «scout» en un juicio.
Boyce creía que el énfasis del escultismo en las actividades al aire libre era crucial para producir el tipo de líderes que necesita Estados Unidos, porque los jóvenes criados en ciudades recibían todo demasiado hecho, mientras que los del campo tenían que aprender a hacer las cosas por sí mismos. El movimiento scout se centró en la enseñanza de autosuficiencia, ciudadanía, inventiva, patriotismo, obediencia, alegría, coraje y cortesía para «formar hombres». En palabras de James E. West, refiriéndose a la influencia de Boyce:

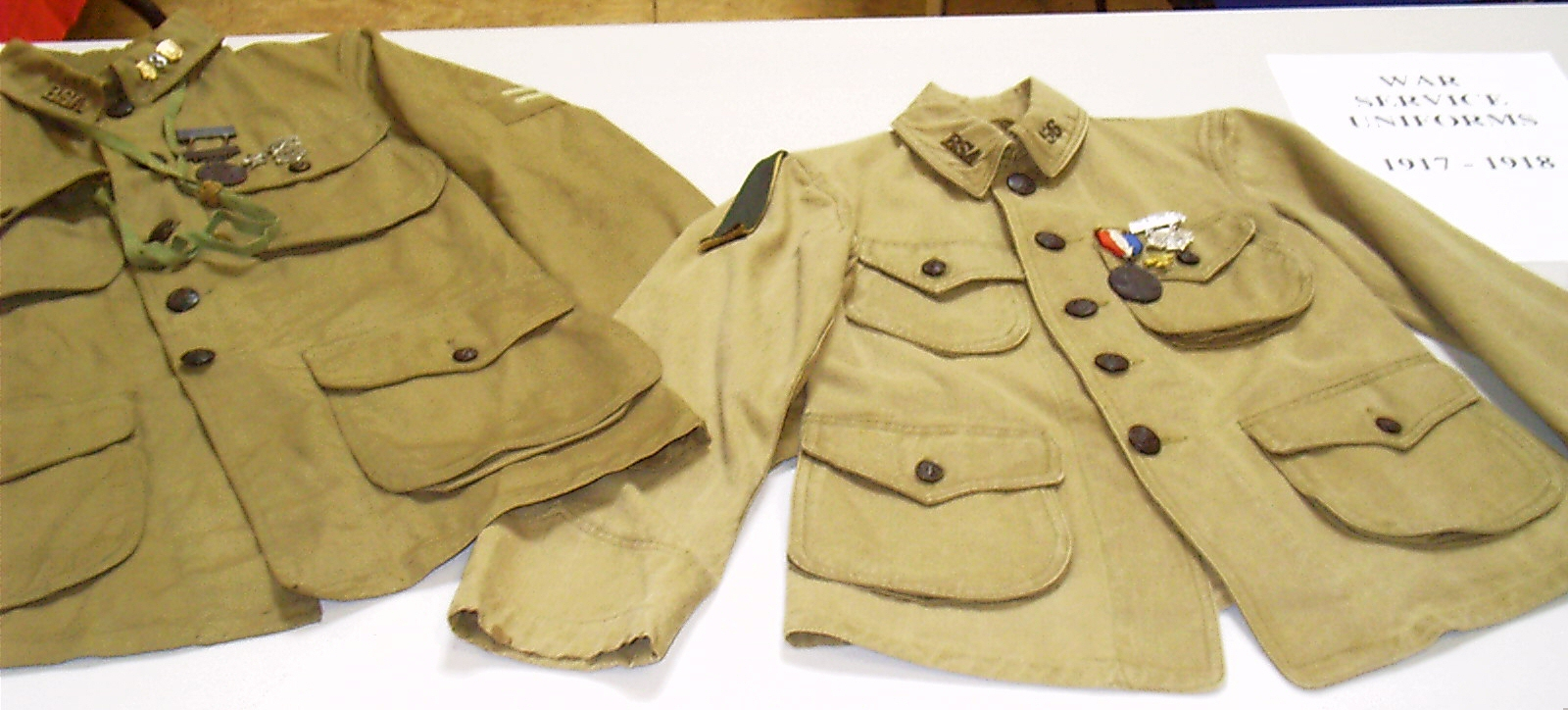
Uniformes de los Boy Scouts de América, 1917–1918.

«Under his patronage and guidance, American Boy Scouting as we know it today received its impetus. From that original vision of Mr. Boyce, have developed thousands of troops of clear-eyed healthy young men, representing all that is finest in American youth...»
«Bajo su patronazgo y guía, el escultismo americano como lo conocemos ahora recibió su ímpetu. Desde esa visión original del señor Boyce se han desarrollado miles de tropas de jóvenes sanos y de mirada limpia, que representan lo mejor de la juventud americana [sic].»
James E. West, Jefe Scout Ejetivo de los BSA, 1929.?

### Lone Scouts de América
Boyce se enfrentó con James E. West, jefe Scout Ejecutivo de los BSA, sobre el programa para niños que vivían demasiado lejos de la ciudad para unirse a una tropa scout. Boyce se ofreció a publicar una revista para el movimiento, siempre y cuando se publicara en Chicago. La Junta Ejecutiva Nacional de los BSA rechazó esta oferta y poco después Boyce dejó de participar en las actividades administrativas del movimiento, aunque siguió siendo un firme partidario del programa. Como resultado de estos hechos y de su deseo de servir a los muchachos que habían tenido pocas oportunidades, como él mismo de joven, Boyce comenzó un nuevo proyecto relacionado con el escultismo: los Lone Scouts de América («scouts solitarios de América», LSA) el 9 de enero de 1915. Basándose en el folclore de los nativos americanos Boyce dio a los LSA un distinto sabor amerindio: los Lone Scouts podían formar pequeños grupos, conocidos como «tribus», el tesorero de la misma era conocido como el «portador del wampum» y se enseñaba a los chicos a respetar el medio ambiente. La contribución anual de Boyce a los LSA creció hasta alcanzar los 100 000 dólares, pero, como en los BSA, su implicación fue meramente administrativa y tuvo poco contacto directo con los jóvenes. Tras regresar de su viaje periodístico a los países de la Primera Guerra Mundial, Boyce comenzó inmediatamente a ampliar los LSA fundando la revista Lone Scout y contratando a Frank Allan Morgan, un destacado líder scout de Chicago, para liderar los LSA. En noviembre de 1915, los LSA contaban con más de 30 000 miembros. Warren le concedió a Boyce el título de «Jefe Tótem». Los jóvenes podían unirse a los LSA simplemente enviando por correo algunos cupones y cinco centavos. En 1916, los BSA y los LSA entraron en competencia directa por ganar nuevos miembros. En el verano de 1917, durante su caza anual en Dakota, la tribu nativa gros ventres nombró a Boyce «Jefe Honorario» con el nombre de «Nube Grande» durante una ceremonia que duró tres días. Con América en guerra, Boyce estuvo de acuerdo con la creación de un uniforme para los Lone Scouts a finales de 1917. Aunque tuvo un uniforme él mismo, consideraba que ningún Lone Scout estaba obligado a comprarlo.

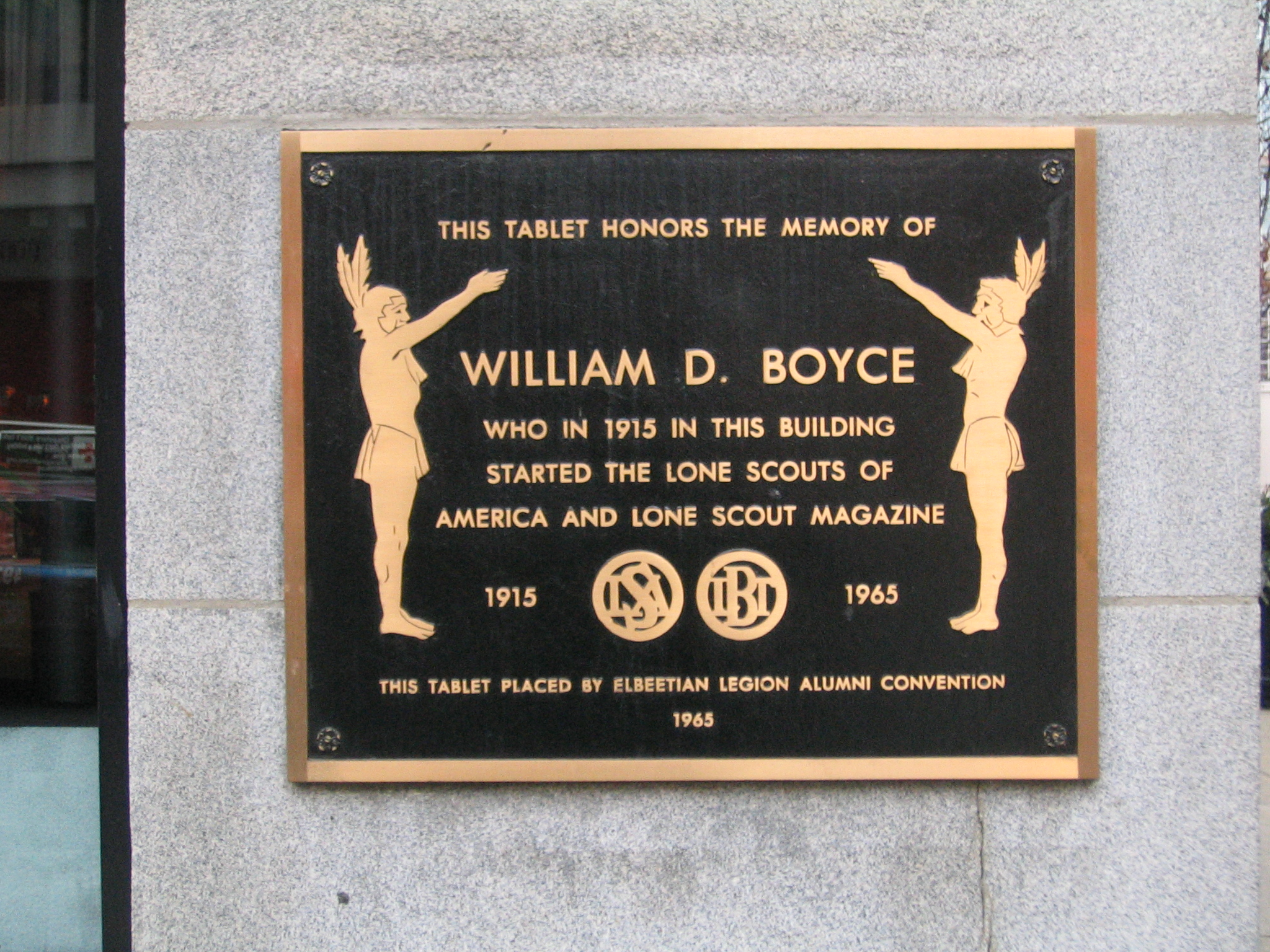
Paca en el Edificio Boyce que recuerda la fundación de los Lone Scouts de América.

Boyce consideraba que Lone Scout era la mejor revista que jamás había hecho. Fue tan popular que no podía manejar todo el material que se recibía en la redacción, por lo que se añadieron diversos suplementos locales y regionales, llamados Tribe Papers. En 1922, cuando los periódicos de Boyce estaban en crisis y Lone Scout perdía dinero, pasó de ser semanal a mensual. Los prejuicios raciales de Boyce se intensificaron durante las tensiones raciales de Chicago en la década de 1920 y los LSA publicaron una proclama formal a finales de 1920 en la que afirmaban que sólo aceptarían miembros de raza blanca y en 1922 cambió el pie de imprenta de Lone Scout de «A Real Boys' Magazine» («La revista del verdadero chico») a «The White Boys Magazine» («La revista de los chicos blancos»).
Los fondos de los LSA habían comenzado a declinar hacia 1920 cuando Boyce contrató al primer editor profesional de Lone Scout, George N. Madison. Madison descubrió que la lista de miembros de los LSA extremadamente inexacta: estaba llena de duplicaciones y miembros inactivos. Los supuestos 490 000 Lone Scouts de 1922 resultaron ser un número muy irreal. Boyce finalmente aceptó la oferta anual de West de unirse a los Boy Scouts en abril de 1924, con la fusión formalizada el 16 de junio de 1924. Algunos Lone Scouts no se unieron a los BSA, y el movimiento scout continuó manteniendo a los «scouts solitarios» como una división separada durante una década más, perdiendo gradualmente sus programas específicos. Hoy en día, los Lone Scouts utilizan los programas estándar de lobatos y scouts y sus actividades, pero no forman parte de una manada o tropa con base regular debido a factores tales como la distancia, clima, tiempo, discapacidad u otras dificultades.

## Fallecimiento y legado

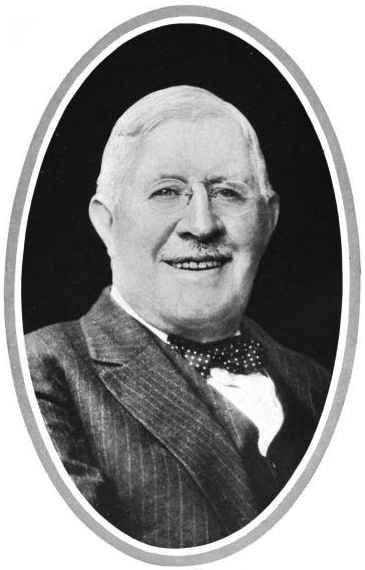
William D. Boyce, c. 1922.

Benjamin Boyce murió en 1928 debido a una embolia en el corazón. Su padre no volvió a su casa hasta después de la muerte de su hijo. Boyce se entristeció tanto por la muerte de su hijo que sufrió en su propia salud. Uno de los últimos esfuerzos de Boyce fue publicar las cartas de su hijo sobre sus expediciones de los mares del sur: Dear Dad Letters from New Guinea. Boyce murió de neumonía bronquial el 11 de junio de 1929, en Chicago, y fue enterrado en el Cementerio de la Avenida de Ottawa, el 13 de junio de 1929, con West como autor del elogio fúnebre. Los scouts mantuvieron una guardia de honor con una bandera de Estados Unidos en medio de una fuerte tormenta en turnos de dos horas en su casa de Ottawa y 32 jóvenes scouts fueron escogidos como portadores del féretro. Los dirigentes del movimiento enviaron a su viuda un telegrama en el que decían que toda la nación estadounidense tenía con Boyce una deuda de gratitud. Una estatua que conmemora su contribución a los Boy Scouts de América fue colocada cerca de su tumba el 21 de junio de 1941, con una dedicación de West.

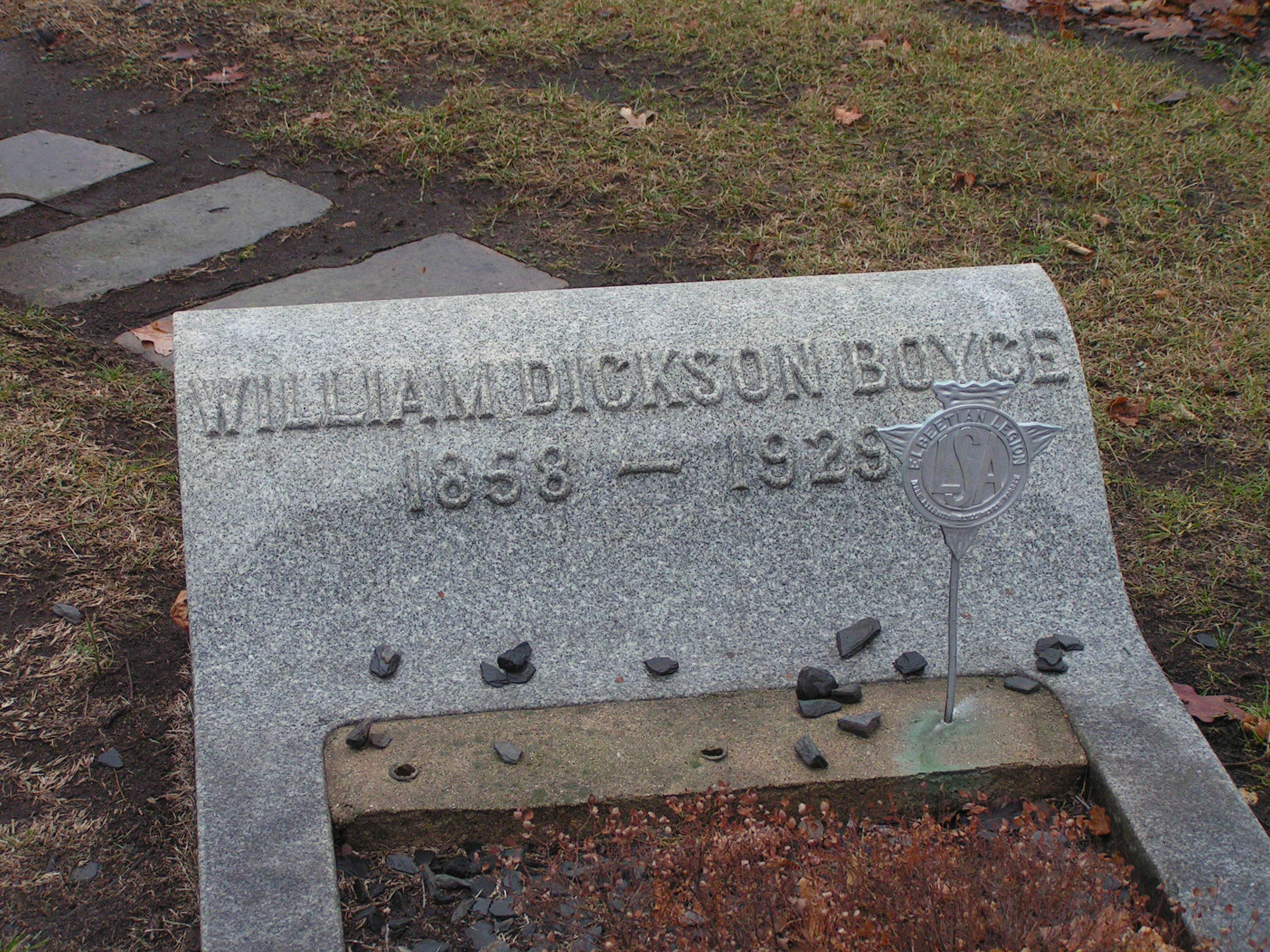
Tumba de William D. Boyce.

Boyce fue reconocido con el Búfalo de Plata en 1926, el primer año que se otorgó, por sus esfuerzos en el inicio de los BSA. Fue el tercer galardonado, después de Baden-Powell y el scout desconocido. Durante el cincuentenario del escultismo en Estados Unidos de 1960, 15 000 scouts y varios de los descendientes de Boyce se reunieron en Ottawa para un fin de semana en memoria de Boyce. El Gobernador de Illinois William Stratton pronunció el discurso y la calle Bridge fue renombrada como Boyce Memorial Drive. En 1985, alrededor de 2.500 scouts asistieron a una peregrinación de 75.º aniversario en Ottawa, a la que asistieron su única hija superviviente, Virginia y la Union League of Chicago nombró a Boyce primer miembro del salón de la fama, pues había sido miembro desde 1891 hasta su muerte. El 6 de diciembre de 1997, se abrió en Ottawa un museo scout. El W. D. Boyce Council de los BSA fue llamado así en su honor. Una señal ubicada en el campus Boyce del Community College del Condado de Allegheny en Monroeville (Pensilvania), reconoce sus aportaciones al movimiento scout. No muy lejos se encuentra un parque, Boyce Park, que fue nombrado en su honor. Un medallón con el rostro de Boyce se colocó cerca de la Casa Blanca, como parte del monumento nacional llamado The Extra Mile. En 2005, los Boy Scouts de América introdujeron un nuevo reconocimiento, llamado «Premio William D. Boyce», otorgado al organizador de cualquier nueva unidad del escultismo.
Virginia, la hija del segundo matrimonio de Boyce tuvo tres hijos. Uno de ellos, William Boyce Mueller, fue un reconocido homosexual. En 1991, sin conocer la controversia sobre la participación de homosexuales en los BSA del 2000, fundó un grupo de antiguos scouts gais llamado Forgotten Scouts («scouts olvidados») en California en 1991. Afirmó que el escultismo estadounidense tenía que ser «realista acerca de los scouts gais» y que su abuelo «no habría querido verme excluido de escultismo debido a mi orientación sexual».

## Obras

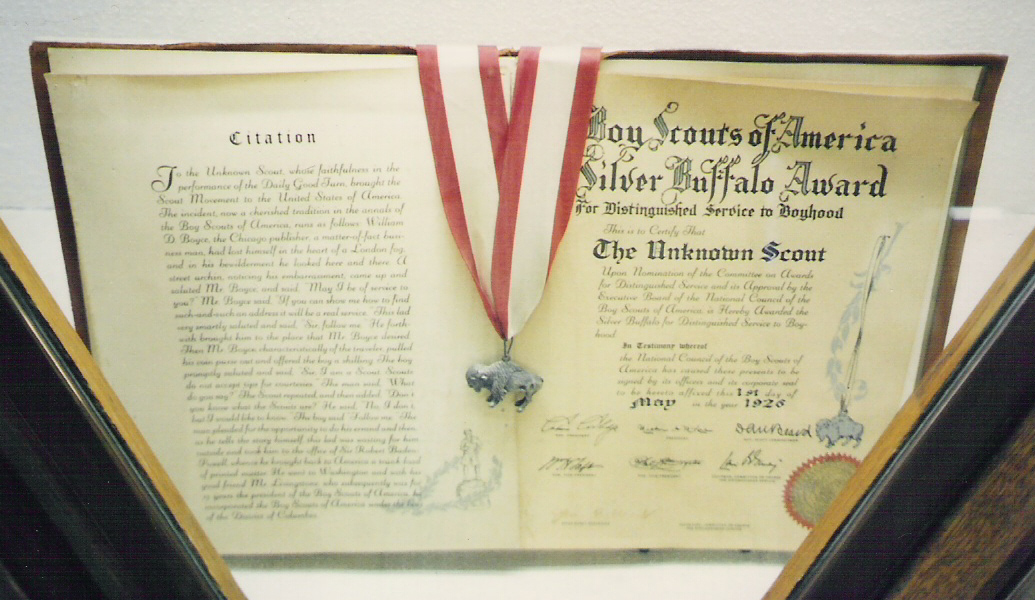
Búfalo de Plata y diploma entregado al scout desconocido.

William D. Boyce escribió a lo largo de su vida varias obras sobre sus negocios, sus intereses por los derechos de los trabajadores y, sobre todo, sobre sus viajes, entre los que destaca la colección de Illustrated United States Colonies and Dependencies:
- Boyce, William D. (1883). Lisbon and Her Industries. Lisbon, Dakota: Clipper Steam Printing and Publishing.
- Boyce, William D. (1894). A Strike. Chicago: Lakeside Press, R. R. Donnelley & Sons Co.
- Boyce, William D. (1912). Illustrated South America. Chicago: Rand McNally & Co.
- Boyce, William D. (1914). Illustrated United States Colonies and Dependencies. Chicago: Rand McNally & Co., en cuatro volúmenes:
  - Boyce, William D. (1914). Illustrated Alaska and the Panama Canal. Chicago: Rand McNally & Co.
  - Boyce, William D. (1914). Illustrated Hawaiian Islands and Porto Rico. Chicago: Rand McNally & Co.
  - Boyce, William D. (1914). Illustrated Philippine Islands. Chicago: Rand McNally & Co.
  - Boyce, William D. (1914). Illustrated United States Dependencies. Chicago: Rand McNally & Co.
- Boyce, William D. (1922). Illustrated Australia and New Zealand. Chicago: Rand McNally & Co.
- Boyce, William D. (1925). Illustrated Africa, North, Tropical, South. Chicago: Rand McNally & Co.